# Relations entre l'Azerbaïdjan et Bahreïn
Les relations entre l'Azerbaïdjan et Bahreïn sont les relations diplomatiques entre la république d'Azerbaïdjan et le royaume de Bahreïn.

## Histoire
Les relations diplomatiques entre les deux pays ont été établis en 1996. Un groupe de travail sur les relations interparlementaires entre l'Azerbaïdjan et Bahreïn fonctionne à l'Assemblée nationale de la république d'Azerbaïdjan. Le chef du groupe de travail est Nizami Djafarov.